# Arnold Stang
Arnold Sidney Stang (28 de septiembre de 1918 - 20 de diciembre de 2009) fue un actor cómico estadounidense, conocido por encarnar a un personaje de la gran ciudad que usaba gafas y de carácter intrépido.

## Carrera
Nacido en la ciudad de Nueva York, afirmaba que consiguió su oportunidad en la radio mandando una tarjeta postal a una emisora de Nueva York solicitando pasar una prueba, la cual aceptaron, y comprando acto seguido un billete para viajar a Nueva York desde Chelsea (Massachusetts), con el dinero ahorrado para el regalo de aniversario de su madre. Cierto o no, Stang trabajó en una emisora de Nueva York en su juventud, actuando en programas infantiles como The Horn and Hardart Hour y Let's Pretend. En 1940 hacía papeles adolescentes en la serie radiofónica The Goldbergs, y en octubre de 1941 el director Don Bernard le contrató para hacer anuncios comerciales en el programa de la CBS Meet Mr. Meek. Posteriormente, en 1942, actuó en el show The Remarkable Miss Tuttle, con Edna May Oliver, y sustituyó a Eddie Firestone Jr. en el papel del título de That Brewster Boy cuando Firestone entró en el Cuerpo de Marines de los Estados Unidos en 1943.
El humorista Henry Morgan hizo de él su compañero de programa en otoño de 1946, y Stang actuó en papeles similares el año siguiente en programas de radio con Eddie Cantor y Milton Berle.
En esa época ya había actuado en diferentes largometrajes, incluyendo Seven Days Leave, My Sister Eileen, So This Is New York (con Henry Morgan), y They Got Me Covered. También trabajó como actor teatral en el circuito de Broadway, participando en las obras Sailor Beware, All In Favor y Same Time Next Week, pieza en la que por vez primera trabajó con Berle.
Pasó a la televisión en los inicios de la Era Dorada del medio. Tuvo un papel recurrente en el show The School House, en la cadena DuMont Television Network en 1949. También actuó con regularidad en la sitcom de corta trayectoria de Eddie Mayehoff Doc Corkle, en otoño de 1952. Después fue artista invitado del programa de Milton Berle Texaco Star Theater el 12 de mayo de 1953, actuando de manera regular a partir del siguiente septiembre. Stang también tuvo papeles como invitado en varios programas de variedades, entre ellos The Colgate Comedy Hour.
Para el cine, fue Sparrow en El hombre del brazo de oro (1955), con Frank Sinatra y Kim Novak. En El mundo está loco, loco, loco (1963) fue Ray, quien junto a Irwin (interpretado por Marvin Kaplan) posee una estación de gasolina que Jonathan Winters destruye en defensa de Otto Meyer (Phil Silvers). También actuó en Hello Down There (1969) y, en un extraño emparejamiento, trabajó en el primer film de Arnold Schwarzenegger (con el nombre entonces de "Arnold Strong"), el clásico Hercules in New York (1970).
A menudo fue actor de voz en producciones de dibujos animados. En este campo es quizás más conocido por dar la voz a Don Gato, el gato de la serie de Hanna-Barbera del mismo nombre. También dio voz a Shorty, camarada de Popeye y caricatura de Stang, al ratón Herman del dúo de personajes de Famous Studios Herman and Katnip, a Tubby Tompkins en unos pocos cortos de La pequeña Lulú, y a Catfish en Misterjaw. Además, proveyó de voces extras a la serie de Cartoon Network Courage the Cowardly Dog.
En la televisión actuó en anuncios comerciales de diversas marcas, entre ellas la golosina Nestlé Chunky. En este campo dio voz a la abeja de los Honey Nut Cheerios en la década de 1980, y fue portavoz de Vicks y de Alcoa.
Actuó en un episodio de The Cosby Show con Sammy Davis Jr., estrella invitada. En 1993 encarnó a un fotógrafo en la película Dennis the Menace, protagonizada por Walter Matthau.
Falleció a causa de una neumonía en Newton (Massachusetts), el 20 de diciembre de 2009. Fue enterrado en el Cementerio y Crematorio Newton de esa ciudad.
Stang y su esposa, Joanne Taggart, vivieron en New Rochelle, Nueva York y posteriormente en Greenwich (Connecticut), mudándose al final de su vida a Needham (Massachusetts). El matrimonio tuvo dos hijos, David y Deborah.
Se le menciona en el episodio 10 (Dead Man Sliding, 1996) de la tercera temporada de Sliders (Deslizadores) como un artista que nunca tuvo relevancia en la dimensión de los protagonistas. 